# Americonuphis reesei
Americonuphis reesei är en ringmaskart som beskrevs av Fauchald 1973. Americonuphis reesei ingår i släktet Americonuphis och familjen Onuphidae. Inga underarter finns listade i Catalogue of Life.